# Paphia woodsii
Paphia woodsii är en ljungväxtart som beskrevs av P.F.Stevens. Paphia woodsii ingår i släktet Paphia och familjen ljungväxter. Inga underarter finns listade i Catalogue of Life.